# Kanton Lamastre
Kanton Lamastre (fr. Canton de Lamastre) je francouzský kanton v departementu Ardèche v regionu Rhône-Alpes. Skládá se z devíti obcí.

## Obce kantonu
- Le Crestet
- Désaignes
- Empurany
- Gilhoc-sur-Ormèze
- Lamastre
- Nozières
- Saint-Barthélemy-Grozon
- Saint-Basile
- Saint-Prix